# 新聞紙

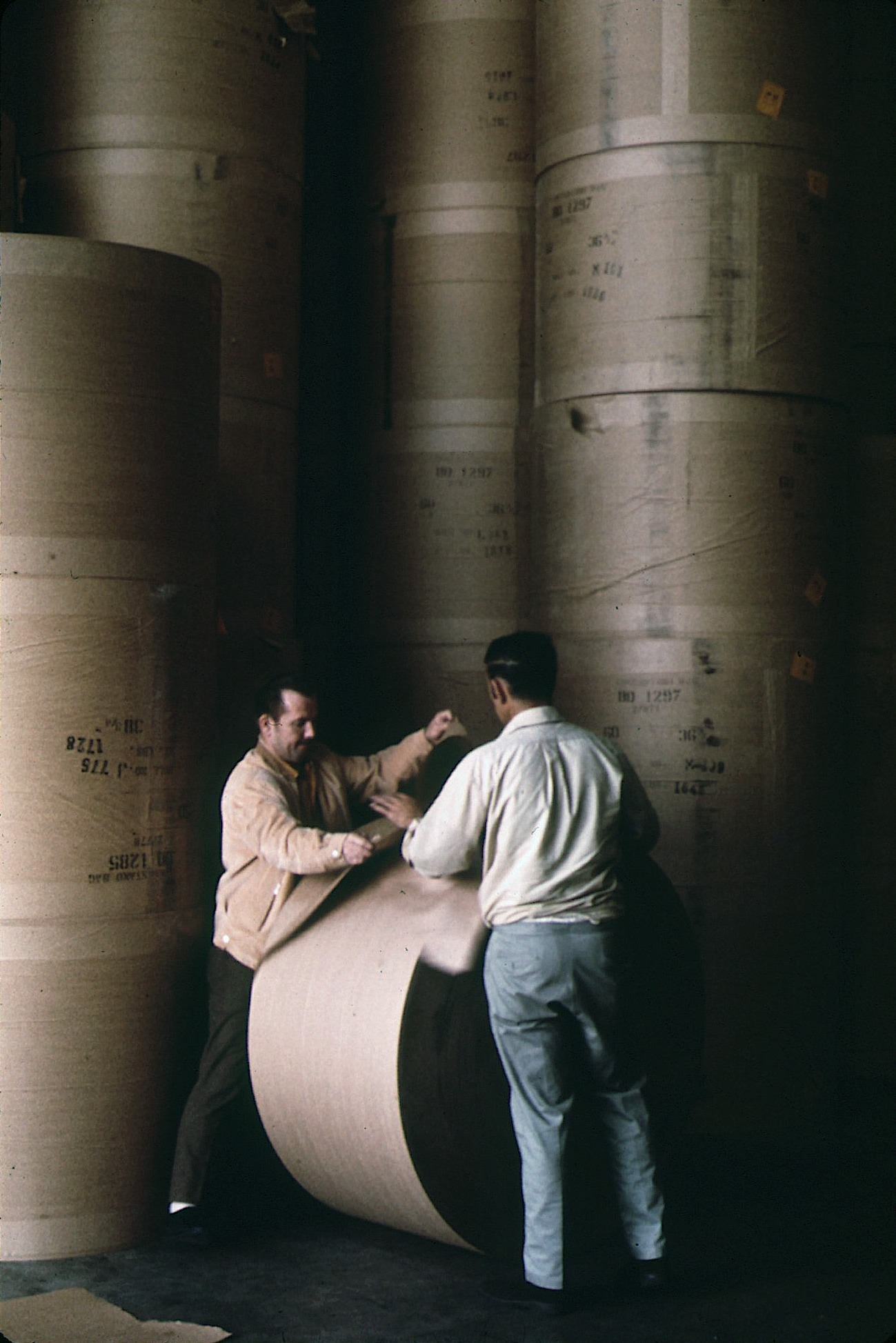
新聞紙

新聞紙（しんぶんし、しんぶんがみ）とは新聞に使われる紙である。メディアとしての「新聞紙」が「新聞」と省略されたことに伴い専ら紙自体を指す用法が生まれた。経済産業省の「生産動態統計分類」による分類では、新聞巻取紙とされている。

## 語源
「新聞紙」は英語の"newspaper"の直訳であり、「新聞」がnews、「紙」がpaperの訳である。本来は、現在で言う「新聞」を意味し、新聞紙条例、新聞紙法などの「新聞紙」はこの意味である。「日刊紙」「全国紙」「各紙」など、「新聞」の意味で「紙」という漢字を使うのも、この語法の名残である。
その後、「新聞紙」を「新聞」と略した。それにともない、「新聞紙」をnewspaperの意味で使うことは減り、紙自体(newsprint)を指すようになった。「しんぶんがみ」と読んだ場合、もっぱら紙としての意味となる。

## 用途・品質

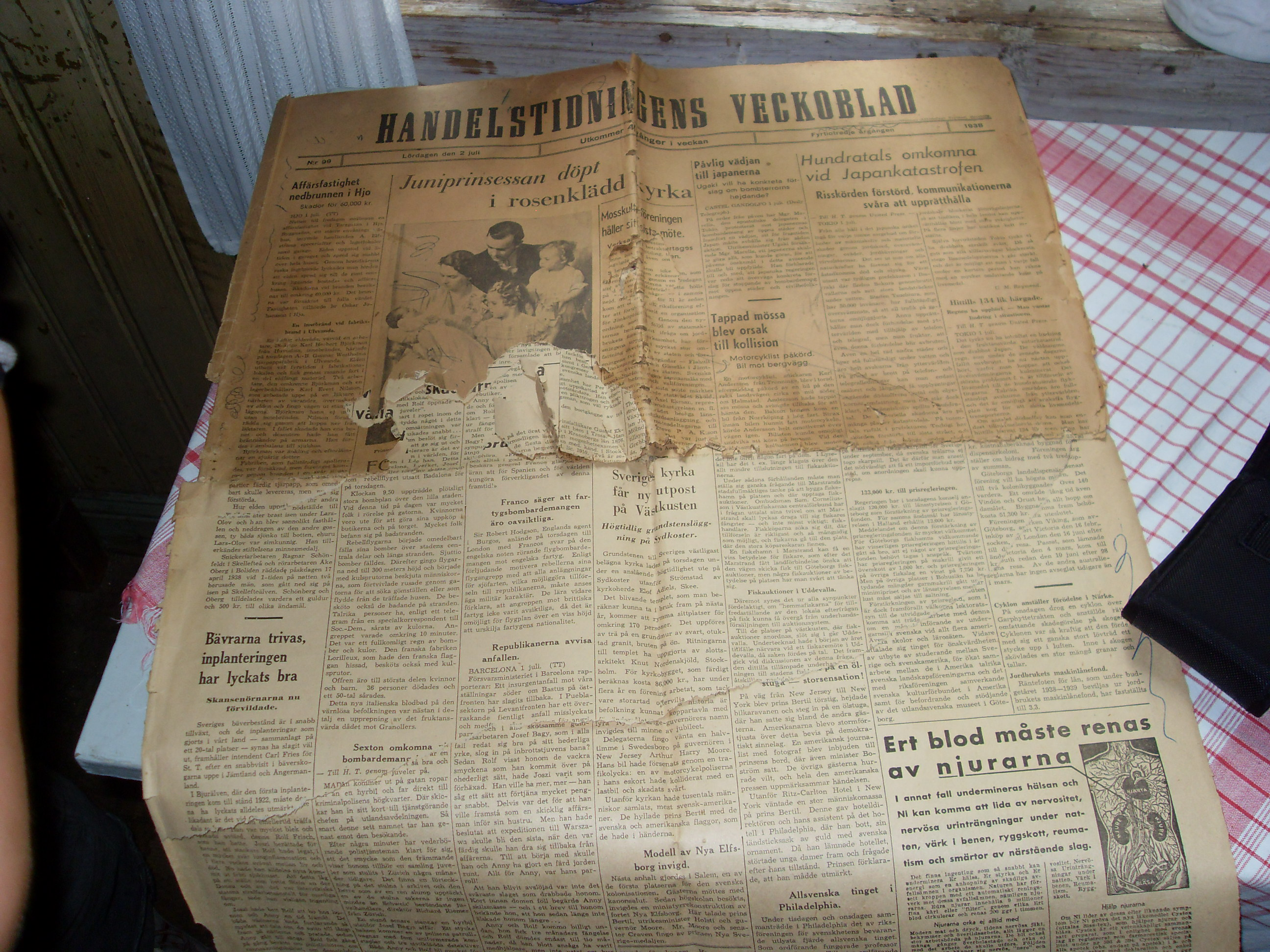
1938年に発行され変色した新聞（2009年撮影）

新聞用紙の最大の用途は新聞の印刷である。朝刊・夕刊などの配達時間の関係から、新聞印刷用の輪転機は大量の印刷を短時間で行うように設計されており、巻取りで印刷される。このため、紙の流れ目方向に強い力で引っ張っても破れないことが品質的に求められる。
また、カラー印刷された紙面も多く、ページ数も増大傾向にあることから、配達の利便性や見た目の美しさなどの要求から、薄く・丈夫で・白く・裏抜け（片面から印刷した絵柄や文字が反対側に抜けて見えること）しない、というそれぞれが矛盾する品質を求められる。すなわち、
- 薄くすると破れやすく、裏抜けしやすくなる
- 丈夫にすると重く、厚くなる
- 白くすると裏抜けしやすくなる
- 軽くすると薄くなるが、丈夫ではなくなり裏抜けしやすくなる

という具合である。

## 原料
基本的にはTMP（Thermo Mechanical Pulp）と古紙を主要な原料パルプとして使用する。古紙の配合比率は各製紙メーカーによって異なるものの、100%古紙というものも存在する。
TMPは機械的に木材からパルプを取り出すため、クラフトパルプよりも白色度が低い。また、木材に含まれるリグニンがパルプ中に高濃度で残留するため、太陽光に当たると容易に黄色く変色する。古新聞が黄色くなるのはこのためである。

## 種類
用紙の重量によって、以下の5種類に分類される。
- H紙（重量紙） - 52g/m2程度の紙。
- S紙（普通紙） - 48・49g/m2程度の紙。
- L紙（軽量紙） - 46g/m2程度の紙。
- SL紙（超軽量紙） - 43g/m2程度の紙。
- XL紙（超々軽量紙） - 40g/m2程度の紙。

日刊紙のような新聞では、L紙以下の紙が主に使用される。

## 日本のメーカー
新聞紙を生産する日本のメーカーのシェアは、1996年時点で王子製紙、日本製紙、大王製紙、大昭和製紙、丸住製紙、中越パルプ工業、兵庫製紙、大阪製紙、北上製紙となっている。この後、製紙業界の再編成が行われたこと、北上製紙が新聞紙事業から撤退したことなどから社名や順位の変動が生じた。
国内の新聞紙生産量は2006年をピークに減少をたどり、新聞紙の輸入も2000年代まで数千トンの規模で行われてきたものが、2011年代以降は千トンを下回っている。

## 古新聞

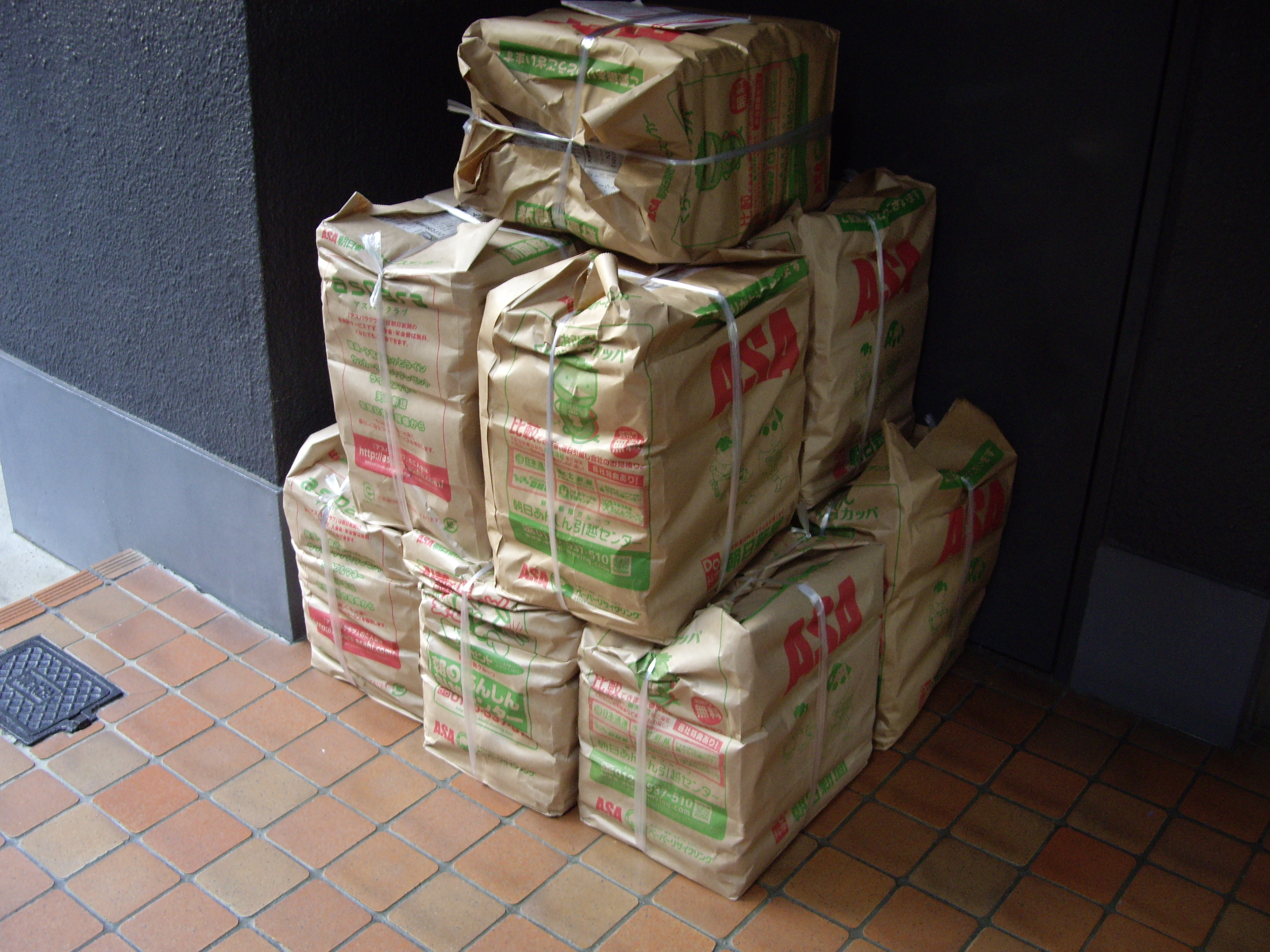
新聞販売店による古新聞の回収

読み終えて必要の無くなった新聞紙は「古新聞（ふるしんぶん）」と呼ばれ、一般的にはそのまま廃棄されたり、廃品回収の対象となり古紙から再生紙にリサイクルされたりする。しかし、一度にまとまった量が手に入る均質な紙であり、かつ本のように中綴じされておらず1枚ずつ容易に取り分けられるため、処分する前に転用されることがある。もともと不要物であるため、いずれの用途においても気兼ねなく使用できる。
新聞紙を包装紙などに用いる場合がある。昭和期以前はよく用いられたが、次第に新しい包装材料が使用されることが増えて新聞紙が使用されなくなる傾向にある。しかし今日においても石焼き芋屋などでは包装材料として用いられることが多い。
また、新聞紙は表面をコートされていないため、身近に存在する他の紙と比較すると吸水性が高い。例えば植物の押し葉標本を作成する際に、水分の吸い取り紙として使用することができる。雨が降って濡れた靴の中に新聞紙を丸めていれておくと水分を吸って乾きが早くなるという知恵もある。
さらに生活の知恵として、窓ガラスを拭くのには湿らせた新聞紙を用いるとガラスがきれいになることが知られている。これは、新聞紙面の印刷インクが水分を含むと界面活性剤の役割を果たし、且つ新聞用紙が丈夫であるため水分を含んでも破れにくいためである。かつては畳の下に新聞紙を敷くことも多かったが、近年の住宅では気密性の向上により、ほとんど行われなくなっている。
実用的な用途の他、おもちゃ代わりに使うこともできる。新聞紙を使って折り紙や切り絵をしたり、紙面に落書きをしたり、あるいは丸めた新聞紙を刀に見立ててチャンバラごっこをするなど、子供にとっては様々な遊び道具となる。
転用された古新聞に、新たに資料的価値が見出されるケースもある。例えば、戦前の押し葉標本に使われた新聞紙の中には、実物はもちろん縮刷版も残っていない地方紙や業界紙、旧日本領で発行された新聞などが含まれていることがある。